# Andreaskirche (Bremen)
Die Andreaskirche ist eine evangelische Kirche, die 1949 in Bremen-Gröpelingen, Ortsteil Lindenhof, Danziger Straße 20/Lütjenburger Straße errichtet wurde.
Das Gebäude wurden 1993 unter Bremer Denkmalschutz gestellt.

## Geschichte

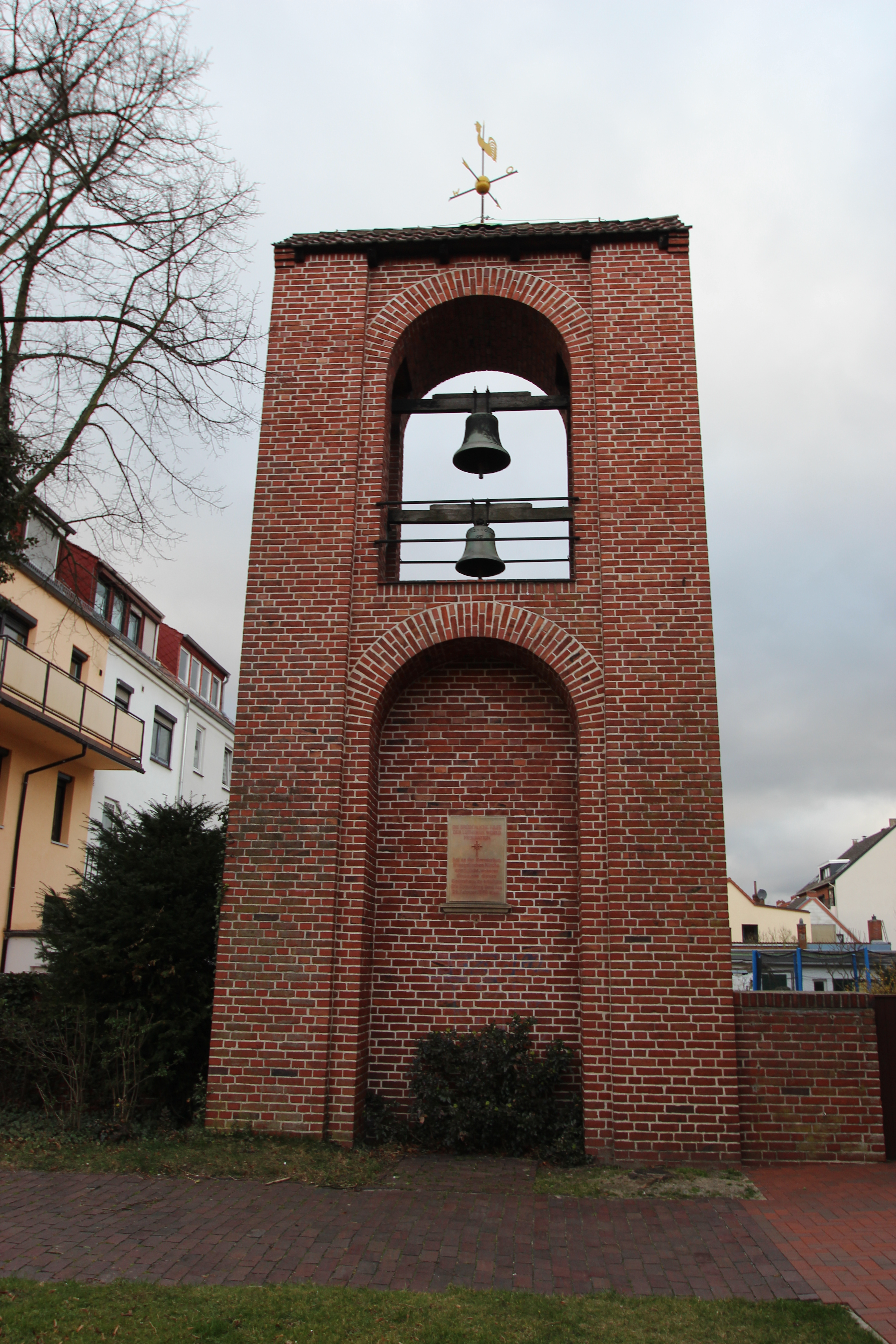
Glockenturm

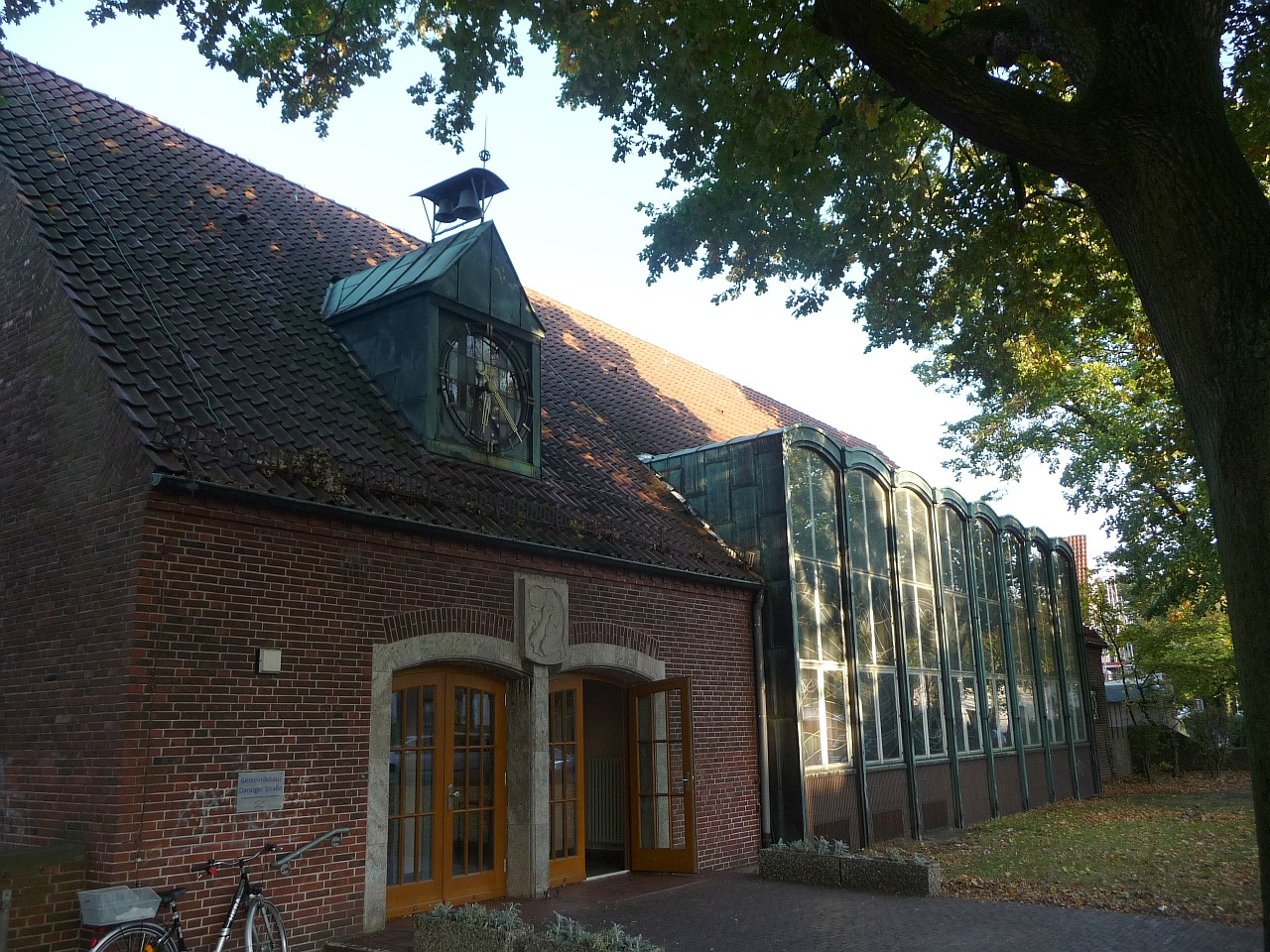
Gemeindehaus; Mitte 1950er Jahre

Von 1943 bis 1945 wurde im Zweiten Weltkrieg Bremen-Gröpelingen stark zerstört, so auch die zwei evangelischen Kirchen. Nach 1945 fand der Gottesdienst in Behelfsunterkünften statt. Die Evangelische Kirche in Deutschland linderte mit Hilfe des Weltrates der Kirchen diese Raumnot mit dem Kirchbauprogramm der Bartning-Notkirchen. Von 1949 bis 1950 wurde die erste bremische Notkirche nach Plänen von Otto Bartning (Darmstadt) unter weiterer Planung und Bauleitung von Friedrich Schumacher (Bremen) für die Bremische Evangelische Kirche gebaut.

### Baubeschreibung
Im Ortsteil Lindenhof stand ein zentrales Grundstück für das typisierte (Typ B) Bauwerk zur Verfügung. Die Fundamente bestehen aus geborgenen Trümmerbacksteinen und die Wände aus mit roten Steinen verklinkertem Mauerwerk. Über dem rechteckige Grundriss der St.-Andreas-Kirche befindet sich ein Satteldach, das durch sieben vorgefertigte Leimbinder aus Holz getragen wird. Ein seitlicher Anbau hat ein abgeschlepptes Dach. Über dem einfachen Eingang befindet sich in einer gotisierenden Nische ein Relief vom Bremer Bildhauer Kurt Lettow. Über den beiden abtrennbaren Eingangsjochen steht eine Empore, u. a. für die Orgel. Holzkonstruktion, Holzdecke und Backsteinwände prägen das Innere. Lediglich ein buntverglastes rundes Fenster mittig im Eingangsgiebel und das Relief schmücken die einfache Kirche.
Die Kirche erhielt einen kleinen, freistehenden, gemauerten Glockenturm mit einem Satteldach und Rundbögen, der zwei 1936 und 1937 in Apolda gegossene Kirchenglocken enthält.
Die Orgel mit zwei Manualen und 20 Registern stammt von Alfred Führer.

## Kirchengemeinde
Die Andreaskirche gehört wie die Nikolaikirche Oslebshausen zur evangelischen Gemeinde Gröpelingen und Oslebshausen.

## Friedhof
Der kleine geometrische Friedhof Oslebshausen, Ritterhuder Heerstraße 3, hat ältere Grabmäler von 1890 bis 1905 als Grabsteine in Obeliskenform aus schwarzem Grani. Ein schwarzer Granit-Obelisk hinter der Kirche steht zu Ehren des Widerstandskämpfers Dietrich Bonhoeffer.